# ACE Auto Club Europa
Der ACE Auto Club Europa e. V. (ACE) ist einer der größten Verkehrsclubs Deutschlands. Hauptsitz des Vereins ist Stuttgart. Die Pressestelle und der Stab Verkehrspolitik haben ihren Sitz in Berlin. Der ACE gehört dem Deutschen Verkehrsgerichtstag, dem Deutschen Verkehrssicherheitsrat und der Deutschen Verkehrswacht an. Kooperative Beziehungen unterhält der ACE unter anderem zur Arbeiterwohlfahrt (AWO).

## Geschichte
Der Club wurde am 16. Juli 1965 von Gewerkschaften im DGB aus der GUV/Fakulta heraus gegründet. Am Rande der Internationalen Verkehrsausstellung in München wurden Kurt Heinemann und Gerhard Kugoth zu gleichberechtigten Vorsitzenden gewählt. 1969 wurde er mit rund 300.000 Mitgliedern zum zweitgrößten Automobilclub in Deutschland. Im Jahre 1974 war der Club dann 400.000 Mitglieder stark. Die Öffnung für Personen ohne gewerkschaftliche Bindung fand 1995 statt. Heute ist die Mitgliedschaft im Verein unabhängig von der Mitgliedschaft in einer Gewerkschaft.

## Struktur
Vorsitzender ist Sven-Peter Rudolph, sein Stellvertreter ist Herbert Müller.
Der Club gliedert sich in 6 Regionen: Nord (Schleswig-Holstein, Hamburg, Bremen, Niedersachsen), Nordrhein-Westfalen, Bayern, Ost (neue Bundesländer), Baden-Württemberg und Mitte (Saarland, Rheinland-Pfalz, Hessen) und 111 ACE-Kreise. Rechtliche Beratung erhalten die Mitglieder durch ein bundesweites Netz an Vertrauensanwälten.
Alle vier Jahre findet eine von gewählten Delegierten besuchte Hauptversammlung statt. Die Willensbildung im ACE verläuft demokratisch von unten nach oben. Alle vier Jahre wird auf einer Hauptversammlung der Kurs von gewählten Delegierten abgesteckt, sie wählen auch den Vorstand und die Aufsichtsgremien des Clubs.
Am 18. November 2019 hat die Hauptversammlung des ACE nach eigenen Angaben beschlossen, dass der ACE sich bei Politik und Gesetzgeber für ein Tempolimit von 130 km/h auf Autobahnen einsetzen wird. Außerdem wurde beschlossen, die Helmpflicht für alle Zweiradfahrer zu fordern. Weitere Beschlüsse bezogen sich auf die Entwicklung des ACE vom reinen Autoclub hin zum Mobilitätsbegleiter sowie den Antrag auf Anerkennung als Verbraucherschutzorganisation.

## Zahlen
- Verbreitete Auflage der Zeitschrift ACE LENKRAD: 624.954 Exemplare (IVW IV/2021), Reichweite: über 670.000 Leser pro Ausgabe (MA 2022 PM I)[5]
- Der Gesamtjahresumsatz der ACE-Gruppe (ACE-Wirtschaftsdienst GmbH, ACE Verlagsgesellschaft mbH, Euro-Union-Assistance GmbH Gesellschaft für touristische Beistandsleistung, ACE e. V.) beträgt rund 93 Millionen Euro.

Zur ACE-Gruppe gehören der ACE-Wirtschaftsdienst GmbH mit dem ACE-Reisebüro, die ACE -Verlagsgesellschaft mbH, die ACE Systems und Services GmbH, die Euro-Union-Assistance GmbH sowie der ACE e. V. selbst.

## Arbeitsweise
Ab 1973 leistete der ACE Pannenhilfe, zuvor nur Reise- und Rechtsschutzdienstleistungen. Von 1974 bis in die 90er Jahre hinein hatte der Club eigene Pannenhelfer im Dienst. Diese waren in den 70er Jahren mit VW Käfer und Opel Kadett B in damals weißen Fahrzeugen, später mit Ford Taunus TC, Ford Escort, VW Passat B2 oder Opel Astra F mit weißer Farbe und rot-gelber Lackierung unterwegs. Die Fahrzeuge waren auf zwölf regionalen Stützpunkten stationiert (Berlin, Dortmund, Duisburg, Frankfurt am Main, Hamburg, Hannover, Kassel, Köln, Mannheim, München, Nürnberg, Stuttgart). Zusätzlich wurden diese durch externe Vertragspartner von Autohäusern oder -werkstätten unterstützt.
Heute unterhält der ACE ein flächendeckendes Netz von 450 Vertragspartnern in Deutschland, die im Bedarfsfall Pannen- und Unfallhilfe leisten. Koordiniert werden die Einsätze von einer eigenen Notrufzentrale (ACE-Euro-Notruf) in Stuttgart, die 2021 um einen zweiten Standort in Nürnberg erweitert wurde. Mitglieder können Notrufe telefonisch, über den Notruf der Autoversicherer (Notrufsäulen entlang der deutschen Autobahnen) oder mittels einer eigenen App absetzen. Seit 2022 ist in allen Mitgliedschaftstarifen zudem die Pannen- und Unfallhilfe für Fahrräder sowie Pedelecs integriert. Hier kooperiert der ACE mit dem Partner Roland-Schutzbrief-Versicherungen AG.
Da die Deckung der Schutzbriefe für ganz Europa gilt, unterhält der ACE Kontakte zu ausländischen Partnerclubs bzw. Partnerunternehmen, welche die ACE-Mitglieder bei Pannen im Ausland unterstützen (z. B. ARBÖ in Österreich, Club Opteven und RAC in Großbritannien, ARGOS-Assitance und ALL-ASSIST in Italien, VAB in Belgien, Reial Automòbil Club de Catalunya (RACC) in Spanien). Im Gegenzug erhalten die Mitglieder bzw. Kunden der ACE-Partner Unterstützung bei Pannen in Deutschland.

## Vorstände
- Sven-Peter Rudolph, Vorsitzender seit dem 1. Mai 2025[2][3]
- Herbert Müller, stellvertretender Vorsitzender seit dem 1. Mai 2025[2]

### Ehemalige Vorstände
- Stefan Heimlich, Vorsitzender vom 21. März 2014 bis 30. April 2025[10]
- Karlheinz Stockfisch, stellvertretender Vorsitzender vom 17. Juli 2015 bis 30. April 2025[2]

## Maskottchen
Wegen seiner Hilfsbereitschaft war der Bernhardiner lange Zeit das Maskottchen des Auto Club Europa.